# Australian Cattle Dog
Der Australian Cattle Dog ist eine von der FCI anerkannte Hunderasse aus Australien (Gruppe 1, Sektion 2, Standard Nr. 287).

## Beschreibung

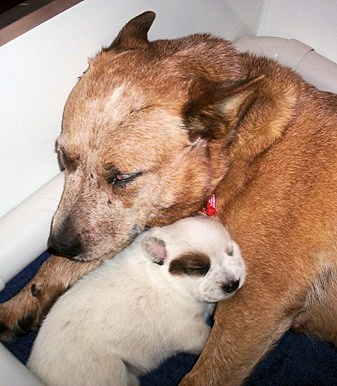
Ein weißer Welpe, der Fleck um das Auge herum war schon bei der Geburt sichtbar

Der Australian Cattle Dog ist ein kompakter, robuster und sehr wendiger Hund. Er ist 43 bis 51 cm groß und 16 bis 25 kg schwer. Vorherrschend sind die Farben Rot gesprenkelt (red speckled) sowie Blau, Blau gesprenkelt (blue speckled) und Blau getüpfelt (blue mottled), immer mit lohfarbenen Abzeichen. Teilweise sind Abzeichen an Kopf und Rutenansatz vorhanden.
Australian Cattle Dogs werden weiß geboren und bekommen ihre eigentliche Farbe erst im Alter von einigen Wochen, Masken und Flecken sind allerdings von Anfang an sichtbar. Einen ersten Hinweis auf die zu erwartende Farbe des Fells liefert die Färbung der Haut an den Pfotenballen der Welpen. Blaue oder schwarze Pfotenballen deuten auf blaue Hunde hin, rote oder braune Pfotenballen auf rote. Je größer der Anteil rosafarbener Haut ist, desto heller wird das Fell des heranwachsenden Hundes sein.
Aktuell lautet die Beschreibung im FCI-Standard:

„Das allgemeine Erscheinungsbild stellt einen kräftigen, kompakten und symmetrisch gebauten Gebrauchshund dar, der die Fähigkeit und den Willen hat, die ihm zugewiesene Aufgabe zu erfüllen, wie beschwerlich sie auch sei. Die Vereinigung von Substanz, Kraft, Ausgewogenheit und leistungsfähiger, starker Muskulatur muss den Eindruck von großer Beweglichkeit, Kraft und Ausdauer erwecken. Jedes Anzeichen von Schwerfälligkeit oder Schwächlichkeit ist ein schwerer Fehler.“

Der Australian Cattle Dog ist entsprechend dieser Beschreibung ein harter, unermüdlicher und intelligenter Arbeitshund. Fremden gegenüber ist er manchmal eher reserviert. In der ursprünglichen Zucht der Siedler wurde nur mit den besten Treibhunden und Wächtern gezüchtet. Deren Merkmale besitzt die Rasse bis heute.
Der Australian Cattle Dog zeigt – wie viele andere Hunderassen auch – ein sehr breites Verhaltensspektrum. Während einige Tiere leicht führbar sind, bedarf es bei anderen einer guten Kenntnis der rassespezifischen Verhaltensweisen, um ihnen gerecht zu werden. Rüden können sehr rangbewusst sein. Unsichere und inkonsequente Menschen sollten keinen Cattle Dog halten. Im Umgang mit anderen Hunden bedarf es besonderer Verantwortung, da vor allem Rüden gern auf eine Kampfaufforderung eingehen.

## Verwendung

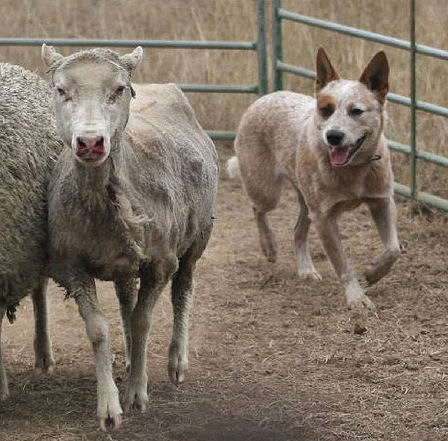
Australian Cattle Dog bei der Arbeit mit Schafen. Cambden, NSW, Australien 2006

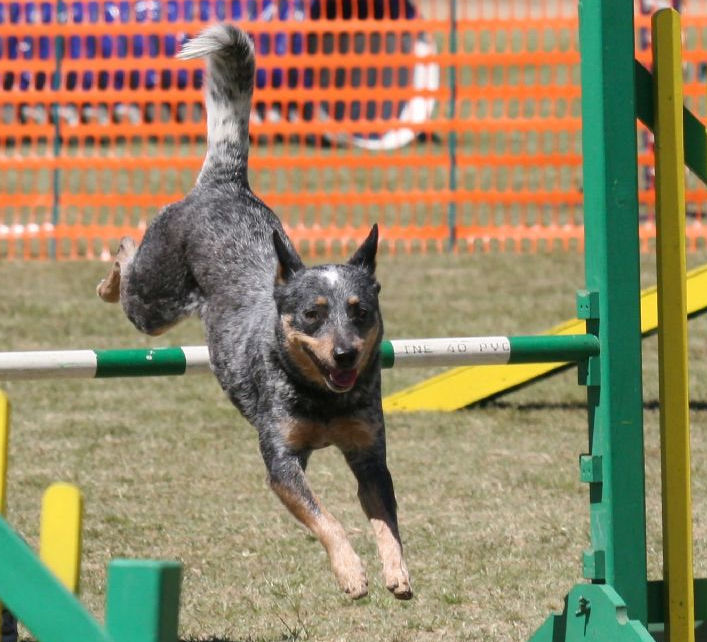
Ein Australian Cattle Dog beim Agility

Die ursprüngliche Verwendung des Cattle Dog war das Treiben von Rindern. Die geforderte Arbeitsweise unterschied sich deutlich von der beim Treiben von Schafen: So war es unerwünscht und für die Hunde gefährlich, die Rinder von vorne bellend anzugehen. Ein Grund für die Einkreuzung von Dingos in der frühen Geschichte der Cattle Dogs bestand darin, dass Dingos nur selten bellen. Gute „Silent Heeler“ näherten sich dem Vieh lautlos und fassten immer das hintere Bein des Rindes, auf dem das Gewicht ruhte, und zwar von hinten, weil seitliches Zufassen zu gefährlich war. Unmittelbar nach dem Zufassen legten sie sich flach hin, um dem Tritt des Rindes zu entgehen. Als Fehler galt es, wenn der Hund nicht das belastete Bein fasste, denn das steigerte die Gefahr, einen Tritt zu erhalten. Unerwünscht war es auch, dass ein Hund an das Vieh herankroch und nach oben biss, weil auf diese Weise die Arbeitsgeschwindigkeit abnahm.
Soweit Australian Cattle Dogs in der Rinderhaltung eingesetzt werden, sind diese Anforderungen bis heute unverändert; daneben gibt es sie auch als Hütehunde in der Schafhaltung. Die dazu notwendigen Verhaltensanlagen sind in Australian Cattle Dogs immer noch vorhanden.
Als Familienhund ist der Australian Cattle Dog anspruchsvoll und sollte über tägliche Spaziergänge hinaus beschäftigt werden, zum Beispiel durch Hundesport wie Agility, Obedience und Dogdancing oder als Reitbegleithund.

## Herkunft und Geschichte

### Die Ursprünge der Rasse
Die Weite der Anfang des 19. Jahrhunderts neu besiedelten und zur Rind- und Schafhaltung genutzten Landstriche Australiens brachte es mit sich, dass Rinder über Hunderte von Kilometern zu anderen Weidegründen oder zum Verkauf getrieben werden mussten. Das war eine gefährliche und zeitraubende Tätigkeit, zum einen, weil keine geeigneten Treibhunde existierten, und zum anderen wegen der Wildheit der in der freien Landschaft lebenden Rinder, die noch dazu gefährliche Hörner hatten.
Der Australian Cattle Dog wurde von den frühen Siedlern in Australien für die Treibarbeit an Kühen gezüchtet. Die ersten importierten Hunde sahen vermutlich den Ahnen des Old English Sheepdogs ähnlich. Diese Tiere waren jedoch dem heißen Klima nicht angepasst, und ihr langes Fell war völlig ungeeignet für die australische Vegetation.
Darüber hinaus waren diese Hunde über Generationen zum Hüten und Treiben von Schafen gezüchtet worden. Mit ihrer Angewohnheit, die Schafe von vorne anzugehen und dabei zu bellen, brachten sie die Rinder beim Treiben zum Ausbrechen. Das war wegen der großen Gefahr, die von einer durchgehenden Rinderherde ausgeht, und wegen der daraus resultierenden Minderung von Fleischqualität und Milchleistung unerwünscht. Auch die Hunde waren durch die Hörner der Rinder oder ihre Tritte äußerst gefährdet.
Anfang der 1830er Jahre begann der junge Großgrundbesitzer und Rinderzüchter Thomas Simpson Hall (1808–1870) auf seinem Anwesen Dartbrook bei Muswellbrook, New South Wales mit der planmäßigen Zucht eines hornlosen Rindes und eines geeigneten Treibhundes. Anfang des 19. Jahrhunderts war in der britischen Grafschaft Durham eine neue Rinderrasse gezüchtet worden, Durhams oder Shorthorns genannt. Einige der Rinder wurden ohne Hörner geboren und Thomas Hall konnte mit Hilfe in Großbritannien lebender Verwandter einige Fleischrinder importieren, mit denen er seine Zucht hornloser Rinder aufbaute.
Wie viele der frühen Siedler in Australien war auch Thomas Hall ein Bewunderer des Dingo. Ebenfalls mit Hilfe von Verwandten in Großbritannien importierte er blau getüpfelte Drover Dogs (Arbeitshunde von Viehtreibern) aus der Grafschaft Northumbria. Mit diesen Hunden und den Nachkommen eingefangener und gezähmter Dingos begann er ab etwa 1832 die planmäßige Zucht seiner später als Hall’s Heelers bekannten Treibhunde. Detaillierte Angaben über die Zahl der Kreuzungen und Rückkreuzungen existieren nicht, doch bis 1840 war ein für Hall zufriedenstellendes Ergebnis erzielt. Die von Hall gezüchteten Hunde waren für die Arbeit derart gut geeignet, dass es bis zu seinem Tod 1870 weder Anlass für weitere Veränderungen gab, noch Hall’s Heeler an Interessenten außerhalb der Familie und den Mitarbeitern Halls abgegeben wurden.

### Der Weg zum Ausstellungshund
Noch 1865 gab es auf einer Hundeausstellung in Melbourne eine Klasse für Sheep and cattle dogs, in einem Ausstellungsbericht wurde festgestellt, dass es keinen intelligenteren Hund als den Collie gebe, und dass die Treibhunde die wertvollsten Tiere in Australien seien. Eine Rassebeschreibung existierte nicht, der „cattle dog“ wurde über seine Arbeitsleistung definiert und „Collie“ war seinerzeit eine allgemeine Bezeichnung für Hütehunde. Es wurde der Wunsch geäußert, dass für Treibhunde auf Ausstellungen ein Zertifikat über ihre Arbeitsleistung vorgelegt werden solle, da diese, und nicht das Aussehen, den Wert solcher Hunde darstellten.

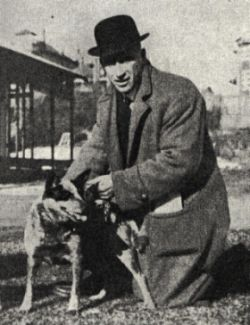
Robert Kaleski schrieb den ersten Rassestandard des Australian Cattle Dog

Eigenen Angaben zufolge war der spätere Journalist und Schriftsteller Robert Kaleski (1877–1961) ab den 1880er Jahren einer derjenigen, die sich um die Reinzucht des Blue Speckle Cattle Dog bemühten, damals war dies oder Red Speckle Cattle Dog die Bezeichnung für die heutigen Australian Cattle Dogs. Der Schlachter Fred „Pialla“ Davis brachte um 1870, nach Thomas Halls Tod, einige „Hall’s Heeler“ zum von seiner Familie betriebenen Schlachthof in Canterbury, New South Wales mit. Dabei handelte es sich um hervorragende Treibhunde, aber die Farbe war unbefriedigend, entweder ganz rot wie ein Dingo, oder mit braungrauen Flecken und schwarzen Sprenkeln.
Kaleski, Alec Davis, der Sohn von Fred Davis, John George „Jack“ Bagust (-1909) und dessen Bruder James Henry „Harry“ Bagust (1860–1914), alle aus Canterbury, wollten aus den Hall’s Heelers eine attraktive aber reine Rasse züchten. Sie kreuzten daher verschiedene Hunderassen ein, darunter sehr wahrscheinlich schwarz-lohfarbene australische Kelpies „für die Arbeitsleistung“, bis der moderne Australian Cattle Dog entstanden war. Um 1910 waren sie bemüht, die schwarze Farbe bei den Hunden auf Kopf, Sattel und einen Fleck am Rutenansatz zu beschränken und bei dem roten Farbschlag die Beine ganz in roter Farbe zu erhalten. Noch in den 1880er Jahren konnte ein blauer „Hall’s Heeler“ in die Zuchtlinien von Kaleski und anderen eingekreuzt werden, von dem alle Hunde des blauen Farbschlags abstammen sollen.
Sichere Erkenntnisse zu den Rassen, aus denen der Australian Cattle Dog hervorgegangen ist bleiben genetischen Untersuchungen vorbehalten. Neben den aus Großbritannien importierten Treibhunden Thomas Halls und seinen Dingos gilt die Einkreuzung von Kelpies als sicher. Als weitere Rassen werden Dalmatiner und Bullterrier genannt, doch sind zeitgenössische und spätere Berichte zum großen Teil widersprüchlich und anekdotenhaft. Zum Anfang des 20. Jahrhunderts kam es in den Cattle Dog Clubs in Australien und New South Wales zu Vereinsstreitigkeiten. Im Zuge der Auseinandersetzungen wurden, teilweise unter Pseudonym, zahlreiche Zeitungsartikel verfasst, in denen mehr oder weniger weit gehende Behauptungen zu den in die Cattle Dogs eingekreuzten Hunderassen aufgestellt wurden. Diese Veröffentlichungen halten einer gewissenhaften Prüfung überwiegend nicht stand.
Gesichert ist, dass die von Robert Kaleski und anderen durchgeführten Kreuzungen einerseits das Ziel hatten, einen optisch attraktiven Hund hervorzubringen, dessen äußere Erscheinung auf Hundeausstellungen nach einem festgelegten Standard bewertet werden konnte. Andererseits gab Kaleski Jahrzehnte später an, dass es ihr vorrangiges Ziel gewesen sei, den Australian Cattle Dog als eine Rasse von Arbeitshunden zu bewahren, und dass sie nur gelegentlich Dingos eingekreuzt hätten. Neben der Gruppe um Kaleski gab es zu dieser Zeit Züchter in abgelegenen Teilen von New South Wales und Queensland, die ohne Einkreuzung anderer Rassen den ursprünglichen Halls Heeler weiter züchteten.

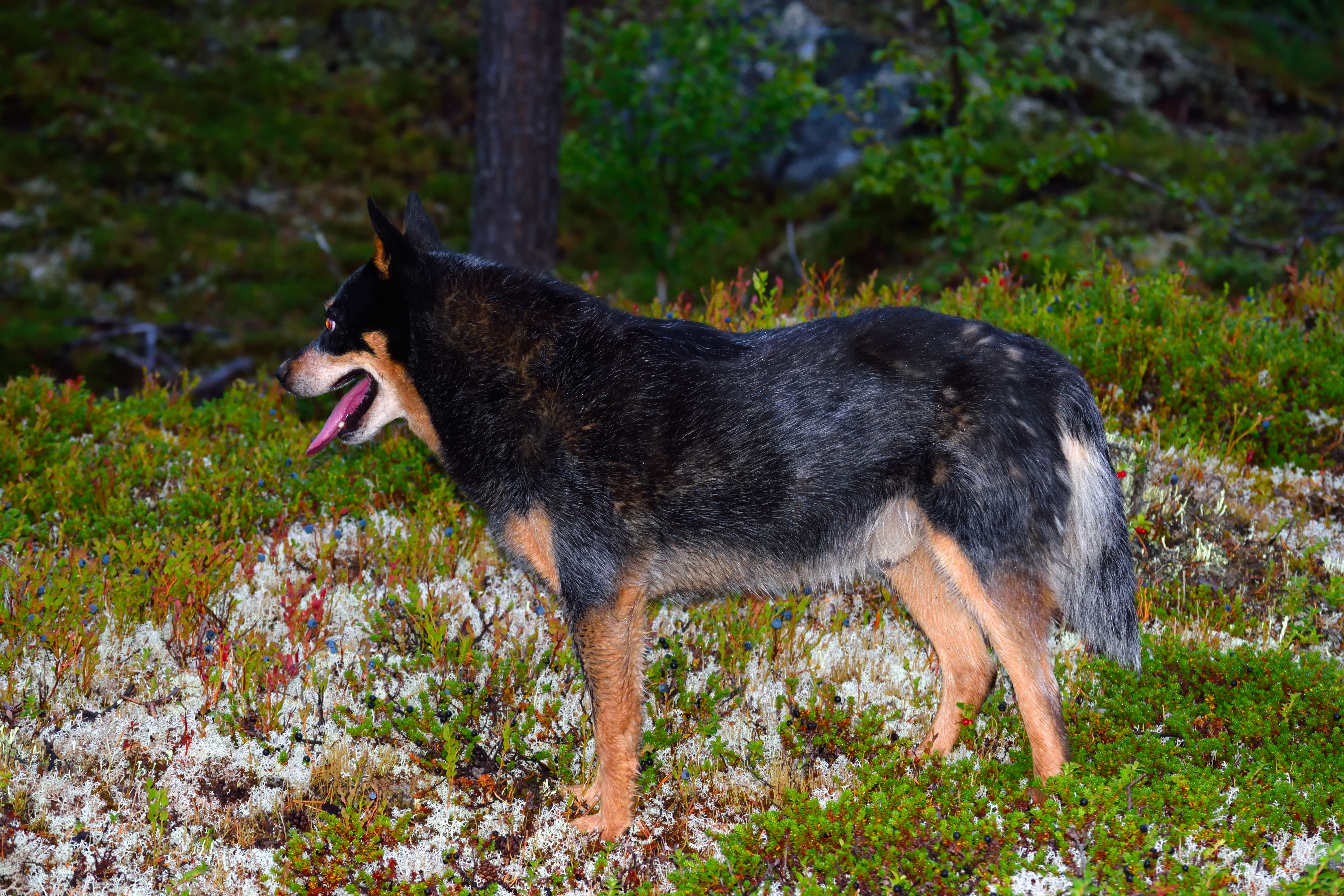
Blue Heeler - Canada Line

### Der erste Rassestandard
1903 veröffentlichte Robert Kaleski in der „Agricultural Gazette of New South Wales“ den ersten Standard für den Australian Cattle Dog, in dem er sein Erscheinungsbild als das eines kleinen, untersetzten blauen Dingos beschreibt. 1906 wurde in einem informellen Treffen einiger Züchter von Australian Cattle Dogs festgelegt, wie sie auf Hundeausstellungen in New South Wales zukünftig bewertet werden sollen. Der Rassestandard wurde später vom Züchterverband in New South Wales übernommen. Der Standard wurde zweimal abgeändert.
Der Rassestandard von 1903 forderte für den blauen Farbschlag:
- Kopf: breit zwischen den Ohren, spitz zulaufender Fang, voll unter den Augen, kräftig und muskulös an den Kiefern.
- Ohren: kurz und spitz zulaufend, weit auseinander stehend, mit viel Muskeln an den Ansätzen. Sie sollten wie die einer Katze hochstehen.
- Augen: braun, wach und aufmerksam. Schultern: kräftig, mit viel Raum für freie Bewegung.
- Brust: tief, aber in angemessenem Verhältnis zum Körper. Beine: kräftiger Knochenbau, starke Muskulatur.
- Rücken: gerade, mit gut gewölbten Rippen und kräftigen Lenden.
- Hinterhand: kräftig und muskulös, mit langem Oberschenkel für eine hohe Geschwindigkeit, keine Afterkrallen.
- Rute: ordentliche Länge. Höhe: ca. 20 Zoll für Rüden, Hündinnen etwas kleiner. Haar: kurz, glatt und sehr dicht.
- Farbe: Kopf schwarz oder rot, der Körper mit dunkelblauem Rücken, manchmal mit schwarzem Sattel und schwarzem Fleck auf dem Rutenansatz. Oder helleres Blau, gelegentlich gesprenkelt mit weißen Haaren auf dem unteren Teil des Körpers. Die Beine bläulich, mit roten Flecken gesprenkelt und die Rute hellblau, manchmal mit weißer Spitze.
- Allgemeine Erscheinung: die eines kleinen, untersetzten Dingos.
- Fehler: Über- oder Untergröße, hochbeinig, Ohren geknickt oder gar nicht aufgestellt, Über- oder Unterbiss, alles was die Geschwindigkeit mindert.[14]

Es gab durchaus Kritik an diesem Rassestandard, so bezüglich des Fehlens einer Angabe über die Pfoten. Gegen Widerstand vieler, die meinten, dass die Form der Füße, abgesehen von der erwarteten Härte der Pfotenballen, keinen Einfluss auf die Arbeitstauglichkeit habe, wurde der Standard diesbezüglich geändert.

### Drohender Untergang
Bereits um die Jahrhundertwende waren Australian Cattle Dogs wegen ihres attraktiven Aussehens beliebt, dadurch kam es bei den nur auf äußerliche Erscheinung gezüchteten Linien zum Verlust der Qualitäten als Arbeitshund. In Robert Kaleskis Zeitungsartikeln wurde die Geschichte der rot und blau gesprenkelten Cattle Dogs erstmals niedergeschrieben. Mit seinem 1914 erschienenen Buch Australian Barkers and Biters wurde der Australian Cattle Dog auch einem größeren Publikum vorgestellt. Das verstärkte weiter die Aufspaltung der Rasse in Ausstellungs- und Arbeitslinien, gleichzeitig war der Australian Cattle Dog aber keineswegs ein „Modehund“. In der Mitte des 20. Jahrhunderts wurden die Hunde beider Farben immer seltener. Robert Kaleski war daher Anfang der 1950er Jahre der Ansicht, das Landwirtschaftsministerium von New South Wales solle zur Rettung der Rasse ein Zuchtprogramm für Australian Cattle Dogs ins Leben rufen.

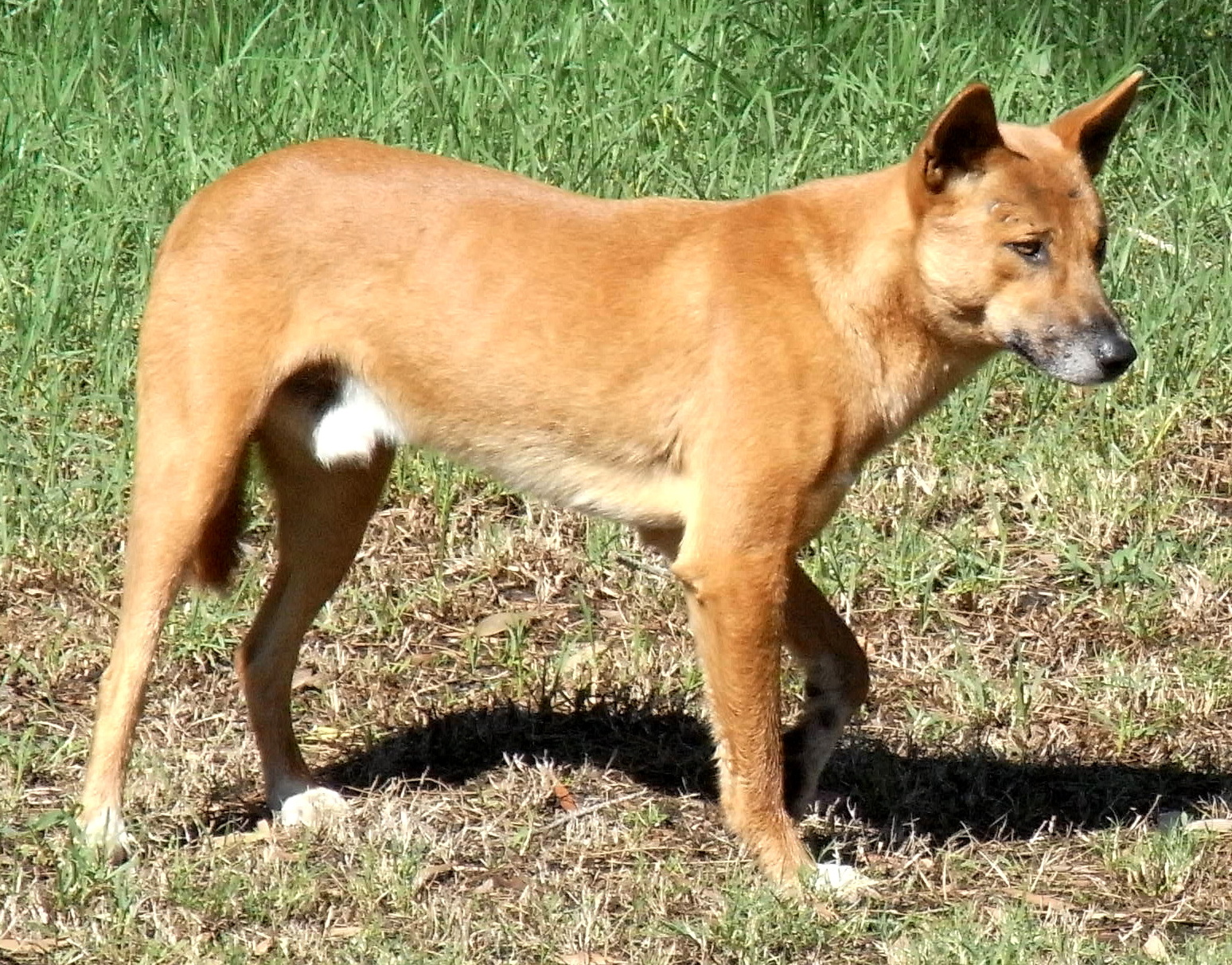
Ein Dingo im Nationalpark Myall Lakes, Australien

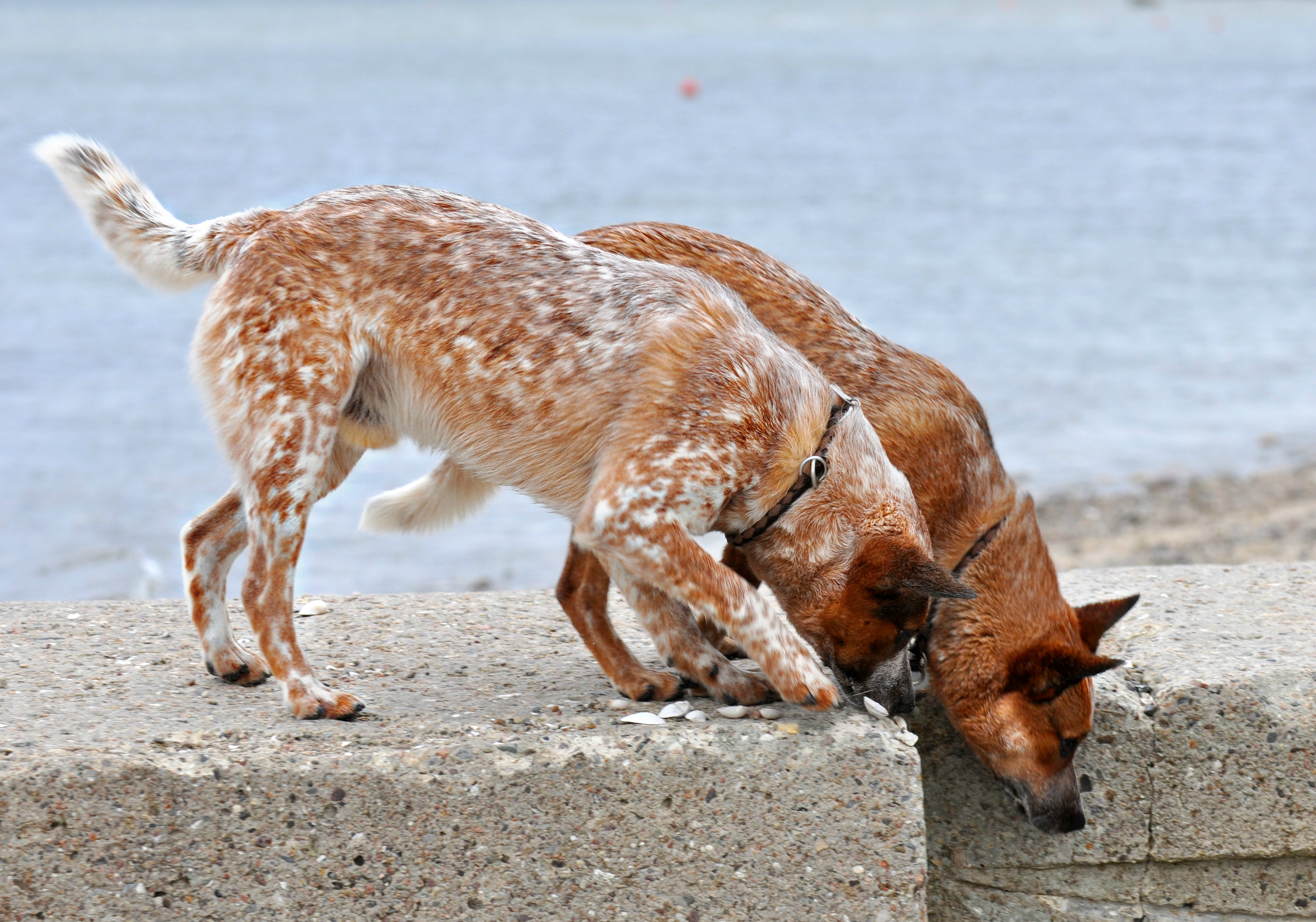
Australian Cattle Dogs mit roter Fellfarbe

### Australian Cattle Dogs in den USA
Ab den 1940er Jahren hatte der Tierarzt Alan McNiven aus Sydney in seiner Hundezucht Australian Cattle Dogs „zur Verbesserung der Rasse“ mit Dingos gekreuzt, dabei wurde ein Anteil von einem Sechzehntel bis einem Achtel „Dingoblut“ angestrebt. Der australische Kennel Club missbilligte McNivens Kreuzungsversuche und strich seine Hunde und deren Nachkommen nach Bekanntwerden ihrer Abstammung aus dem Zuchtbuch. Nach dem Zweiten Weltkrieg gelangten einige Hunde aus dieser Zucht in den Besitz des kalifornischen Pferdetrainers Greg Lougher, der einen Teil seiner Militärzeit in Australien verbracht hatte. Lougher baute in Kalifornien eine kleine Zucht mit seinen Hunden auf, ab Ende der 1950er Jahre züchtete auch der kalifornische Tierarzt Jack Woolsey mit einigen Kollegen gewerbsmäßig Australian Cattle Dogs. Die ersten Hunde stammten von McNiven/Lougher, später wurden weitere aus Australien importierte reinrassige Australian Cattle Dogs eingekreuzt.

## Erbkrankheiten
Der Australian Cattle Dog ist ein robuster, pflegeleichter und allgemein gesunder Hund. Die Rasse ist jedoch von erblicher Erblindung, die sich im Laufe des Lebens auch bei alten Hunden noch entwickeln kann, und von angeborener Taubheit überdurchschnittlich stark betroffen.
Die amerikanische Humane Society Veterinary Medical Association, eine Organisation von Tierärzten, die sich im Tierschutz engagieren, listete zuletzt im Jahr 2012 182 Hunderassen auf, denen insgesamt mehr als 400 unterscheidbare Erbkrankheiten zugeordnet wurden. Dabei wurden für den Australian Cattle Dog 22 beobachtete Erbkrankheiten angegeben, die Auflistung enthielt jedoch keine Angaben zur Häufigkeit des Auftretens bei einzelnen Hunderassen.

### Generalisierte Progressive Retinaatrophie
Die generalisierte Progressive Retinaatrophie (gPRA) ist ein unheilbares fortschreitendes Absterben der Netzhaut, mit der Folge der Blindheit. Die Krankheit wurde bei Hunden erstmals 1911 beschrieben, beim Menschen ist sie als Retinopathia pigmentosa schon lange bekannt. Von der Erkrankung, die durch mehrere Gendefekte ausgelöst werden kann, sind zahlreiche Hunderassen betroffen, und viele der auslösenden Gene sind bereits ermittelt.
Im Rahmen einer Auswertung von Diagnosen der Jahre 1965 bis 1995 aus einer von der Purdue University in Indiana (USA) geführten Datenbank wurde festgestellt, dass Australian Cattle Dogs ein gegenüber dem Durchschnitt aller Hunde um fast das 13fache erhöhtes Risiko der Erkrankung an Progressiver Retinaatrophie hatten. Beim Australian Cattle Dog existieren mehrere Formen der gPRA, die häufigste ist die durch einen Defekt des PRCD-Gens verursachte autosomal-rezessiv vererbte progressive rod-cone dysplasia (PRCD), die auch bei mindestens 20 anderen Hunderassen auftritt. Für diese Erkrankungen sind Gentests verfügbar, mit denen die auslösenden Schäden des Erbguts unabhängig vom Vorhandensein klinischer Symptome erkannt werden können. Das ist auch deswegen von Bedeutung, weil die Zeichen der Krankheit oft erst im fortgeschrittenen Alter auftreten. Durch die Anwendung solcher Gentests in der Hundezucht und darauf basierender Selektion können die Anlagen für die Erkrankungen innerhalb weniger Generationen weitgehend aus den Zuchtlinien entfernt werden.

### Kongenitale sensorische Taubheit
Erbliche Taubheit ist als kongenitale oder angeborene sensorische Taubheit (in der englischsprachigen Literatur Congenital Sensorineural Deafness - CSD) bei mehr als 80 Hunderassen bekannt, sie tritt als ein- und beidseitige Taubheit auf, wobei die einseitige Taubheit häufig nicht erkannt wird. Die Erkrankung ist dadurch bedingt, dass die Haarzellen in der Hörschnecke verkümmern und Geräusche nicht mehr aufgefangen und an das Gehirn weitergeleitet werden können. Es gilt als sicher, dass die Erkrankung mit der genetischen Codierung der weißen Farbe und mit verschiedenen Farbmustern verbunden ist. Umfangreiche Analysen der Stammbäume von Dalmatineren und anderen Hunderassen sowie molekulargenetische Untersuchungen haben den genauen Erbgang bislang jedoch nicht sicher aufklären können. Lediglich beim mit dem Australian Cattle Dog nahe verwandten Australian Stumpy Tail Cattle Dog konnte vor wenigen Jahren ein Chromosom als Träger des defekten Gens identifiziert werden, eine Eingrenzung auf ein bestimmtes Gen war nicht möglich. Ein Gentest für die Prüfung von Zuchthunden auf das Vorhandensein der Erbanlage für die Erkrankung ist noch nicht verfügbar. Eine Diagnose der Erkrankung ist jedoch schon bei Welpen mittels Hirnstammaudiometrie möglich, so dass taube Hunde sicher identifiziert und von der Zucht ausgeschlossen werden können.
In einer Studie zur Taubheit bei verschiedenen Hunderassen wurden Untersuchungsergebnisse von annähernd 300 Australian Cattle Dogs aus den Jahren 1986 bis 2002 ausgewertet, davon waren 12,2 % einseitig und 2,4 % beidseitig taub. Der Anteil tauber Hunde war damit insgesamt nur bei Dalmatinern höher und wurde nur bei der einseitigen Taubheit noch von weißen Bullterriern übertroffen. Allerdings wurden im Rahmen dieser Studie auch Hunde untersucht die von ihren Besitzern wegen des schon vorliegenden Verdachts der Taubheit vorgestellt wurden. Das Ergebnis wurde in einer Auswertung von zwischen 1996 und 2008 gesammeltem Datenmaterial der University of Queensland (Australien) mit etwa 900 Australian Cattle Dogs bestätigt. Hier waren 7,5 % der Hunde einseitig und 3,3 % beidseitig taub, und in dieser Studie wurden Hunde ausgeschlossen, die von ihren Haltern wegen des Verdachts auf Taubheit zur Untersuchung vorgestellt worden waren. Diese Studie ließ keinen Zusammenhang zwischen Fellfarbe und Taubheit beim Australian Cattle Dog erkennen. Die Erkrankung tritt allerdings häufiger bei Hunden ohne Maske oder ohne dunkle Pigmentflecken auf dem Körper auf, und Hündinnen können häufiger als Rüden betroffen sein.

### Hüftdysplasie
Die Hüftdysplasie (HD) kommt beim Cattle Dog vor. Die Orthopedic Foundation for Animals (OFA) fand bei 3511 Hunden 4,5 % exzellente und 15,5 % dysplastische Hüftgelenke. In der Rangfolge der am häufigsten von HD betroffenen Rassen steht er damit auf Platz 62 von 168 untersuchten Rassen.

### Andere Erbkrankheiten
Eine Anzahl weiterer erblicher Erkrankungen wurden bislang für den Australian Cattle Dog beschrieben, darunter eine erbliche degenerative Nervenerkrankung (Polioencephalomyelopathie) und Canine Ceroid-Lipofuszinose. Darüber hinaus besteht eine Neigung zu einer genetisch bedingten Schwäche des Aufhängeapparates der Augenlinse und damit zu einer Linsenverlagerung, eventuell mit sekundärem Grünen Star. Zum Nachweis dieser Augenerkrankung gibt es einen Gentest.

### Erbkrankheiten und Rassehund-Verbände
Der gültige Rassestandard der Fédération Cynologique Internationale nennt als disqualifizierende Fehler von Australian Cattle Dogs auf Ausstellungen aggressives oder übermäßig ängstliches Verhalten und deutlich gezeigte körperliche oder verhaltensmäßige Anomalien. In Bezug auf erbliche Taubheit und Blindheit oder andere Erbkrankheiten des Australian Cattle Dog, soweit sie nur als Anlage vorhanden sind, macht der Standard keine Angaben, ein negativer Gentest auf die Anlage für die Progressive Retinaatrophie oder ein Test auf Taubheit ist auf internationaler Ebene keine Voraussetzung für die Zuchtzulassung. Allerdings verlangen verschiedene nationale Zuchtverbände vor einer Zuchtzulassung Tests auf diese Krankheiten, so in Deutschland, der Schweiz, Großbritannien und Australien.